# 捷列克河之戰
捷列克河之戰，是帖木儿与脱脱迷失第二次开战。这次是在北高加索的捷列克河，脱脱迷失骑兵攻击帖木儿中军与右翼。但金帐汗国有些埃米尔去了帖木儿军中，脱脱迷失打敗了，帖木儿后来去到南俄，毁掉萨莱与阿斯特拉罕，另立帖木儿·忽格鲁特。